# Jindřich IV.
Jindřich IV. (11. listopadu 1050 – 7. srpna 1106, Lutych) byl římským králem (1056–1106) a od roku 1084 císařem Svaté říše římské.

## Život
Jindřich se zřejmě narodil v královském paláci (falci) v Goslaru jako syn císaře Jindřicha III. ze sálské dynastie a jeho druhé manželky Anežky z Poitou. Již ve čtyřech letech byl – ještě za života svého otce – 17. července 1054 korunován na krále. Po nečekané smrti otce v roce 1056 byl bez obtíží uznán jeho nástupcem, přičemž regentství nad nezletilým hochem připadlo jeho matce Anežce. Ta však nedokázala zabránit tomu, aby skutečnou moc přebrala nejvlivnější knížata, která pro sebe ukořistila císařská území a statky.
| „                 | Ihned vypukly v říši různé nepokoje, poněvadž knížata bažíce po sporech nic si nevážila mladistvého krále... | “ |
| — Helmold z Bosau | |   |

Sám Jindřich sloužil jako loutka. Nakonec se jej zmocnil kolínský arcibiskup Anno II., když vylákal dvanáctiletého chlapce k prohlídce lodi, se kterou odrazil od břehu a zabránil Jindřichovi v útěku. Anno si díky tomuto tahu vynutil pozici regenta mladého krále a odstavení císařovny-vdovy od moci, cenou byla ztráta důvěry Jindřicha ke svým blízkým. Jeho rádcové se nechtěli svého vlivu vzdát ani poté, kdy byl Jindřich prohlášen roku 1065 za dospělého, a Jindřich musel těžce dobývat zpět císařskou autoritu. Proto se spojil s nižší šlechtou a městy.

## Spory s papežem
Vedle sporů v říši vyrostl Jindřichovi silný protivník v postavě papeže Řehoře VII. Ten využil chaosu po smrti Jindřicha III. a pokusil se vymanit církev z područí světské moci – vypukl spor o investituru. Papež jmenoval bez souhlasu císaře milánského arcibiskupa a své stanovisko pak podpořil spisem Dictatus papae. V tom mimo jiné stanovil právo papeže císaře nejen korunovat, ale i odvolávat, a osvobodit poddané z přísahy císaři. Jindřich se nemohl vzdát pravomoci obsazování klášterů a biskupství, protože ty často vykonávaly správu říšských území a prosazovaly císařova nařízení. Proto papežovu snahu vnímal jako smrtící hrozbu pro svou autoritu. S pomocí věrných biskupů zbavil na synodu ve Wormsu r. 1076 papeže pontifikátu. Řehoř v odpověď uvrhl Jindřicha do klatby[nepřesný odkaz] a zbavil jeho poddané poslušnosti jejich přísaze panovníkovu. Jindřich, ohrožený neposlušností šlechty, musel ustoupit.
Cesta do Canossy – r. 1077 podnikl Jindřich v kruté zimě, oblečen pouze v poustevnické roucho a bos, nebezpečný přechod přes Alpy a poté podle legendy čekal tři dny před hradem Canossa, než mu papež udělil rozhřešení.
Ani toto pokoření nepřineslo konec sporu o investituru. Navíc si v březnu 1077 odbojná šlechta podporovaná papežem zvolila vzdorokrálem Rudolfa z Rheinfeldenu. Jindřich zaútočil vojensky na Řím a po několika marných pokusech se mu jej podařilo r. 1084 ovládnout. Zde nechal zvolit nového papeže Klementa III. Řehoř VII. se uchýlil pod ochranu sicilských Normanů, kde r. 1085 zemřel. Po úspěšném italském tažení odměnil Jindřich v roce 1085 českého knížete Vratislava II., jenž se tažení zúčastnil, za věrné služby královským titulem ad personam.

## Jindřich V.

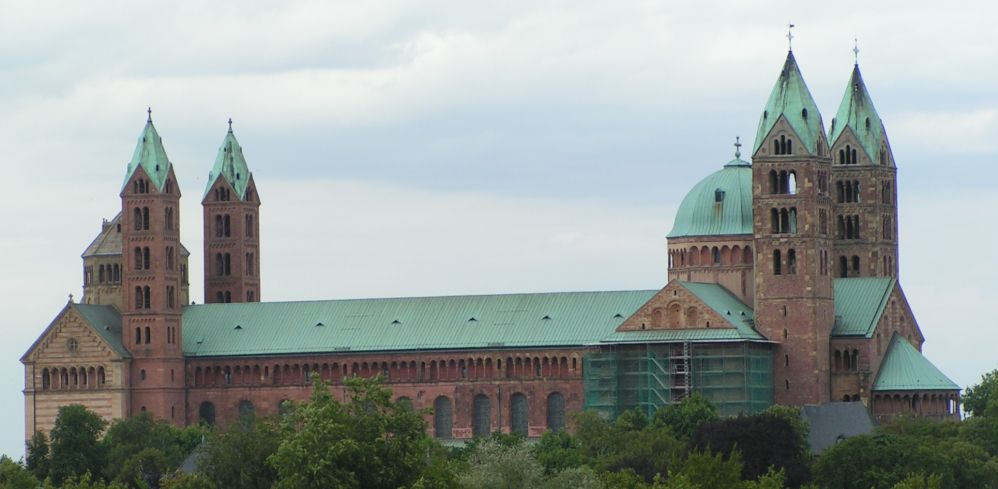
Špýrský dóm

Jindřichovi se však nepodařilo uklidnit situaci mezi odbojnými knížaty. Ta získala podporu i jeho syna Konráda, za což jej Jindřich zbavil v dubnu 1098 královské hodnosti. I další syn, pozdější císař Jindřich V., se postavil do čela šlechtické opozice. Otec se vyhnul vzájemnému boji, ale byl svým synem zajat. Ten jej poté přiměl k odstoupení trůnu a přiznání provinění vůči církvi. Dalšímu boji mezi otcem a synem zabránila Jindřichova smrt v roce 1106.
Císař však nedošel klidu ani po smrti. Rakev s jeho ostatky stála pět let v boční kapli špýrské baziliky, než papež sňal klatbu a Jindřich tak mohl být definitivně pohřben.

## Jindřich IV. v literatuře
Postava Jindřicha IV. se objevuje v divadelní hře italského spisovatele Luigi Pirandella z roku 1922. Jedná se o tragédii o ztrátě osobnosti, šílenství, iluzorní i skutečné vraždě.